# Heteralonia suffusipennis
Heteralonia suffusipennis är en tvåvingeart som först beskrevs av Mario Bezzi 1923.  Heteralonia suffusipennis ingår i släktet Heteralonia och familjen svävflugor. Inga underarter finns listade i Catalogue of Life.